# Václav Hovorka
Václav Hovorka (1931. szeptember 19. – 1996. október 14.) csehszlovák válogatott labdarúgó.
A csehszlovák válogatott tagjaként részt vett az 1958-as világbajnokságon.